# Epinotia columbia
Epinotia columbia is een vlinder uit de familie van de bladrollers (Tortricidae). De wetenschappelijke naam van deze soort is voor het eerst voorgesteld door William Dunham Kearfott in een publicatie uit 1904.
De soort komt voor in Canada en de Verenigde Staten.